# か行
是指在日語五十音圖中的第二行。中所有的假名發音均以清軟顎塞音/k/為首，包括、五個假名。此行有全濁音，發音以濁軟顎塞音/ɡ/為首，包含、五個假名。此外在部分方言中，還有鼻濁音，發音以軟顎鼻音/ŋ/為首，包含、五個假名。
 -  -  -  -  -  -  -  -  - -  -  -  -  - 